# Grand Prix de Wallonie 1995
Il Grand Prix de Wallonie 1995, trentaseiesima edizione della corsa, si svolse il 20 maggio 1995 su un percorso di 201 km, con partenza da Soignies e arrivo a Namur. Fu vinto dall'italiano Andrea Chiurato della Mapei-GB-Latexco davanti all'olandese Maarten den Bakker e all'italiano Fausto Dotti. Fu la prima vittoria di un ciclista italiano nella storia di questa competizione.

## Ordine d'arrivo (Top 10)
| Pos. | Corridore           | Squadra                     | Tempo    |
| ---- | ------------------- | --------------------------- | -------- |
| 1    | Andrea Chiurato     | Mapei-GB-Latexco            | 4h45'00" |
| 2    | Maarten den Bakker  | TVM                         | a 51"    |
| 3    | Fausto Dotti        | Brescialat-Fago             | a 1'02"  |
| 4    | Thomas Fleischer    | Collstrop-Lystex            | a 1'18"  |
| 5    | Jean-Claude Colotti | Gan                         | a 1'20"  |
| 6    | Erwin Thijs         | Vlaanderen 2002-Eddy Merckx | a 1'24"  |
| 7    | Jelle Nijdam        | TVM                         | a 1'29"  |
| 8    | Henk Vogels         | Novell                      | a 1'35"  |
| 9    | Oleg Bakhmetiev     | Sputnik-SOI                 | a 1'45"  |
| 10   | Sammie Moreels      | Lotto-Isoglass              | a 2'01"  |